# Martres-Tolosane
Martres-Tolosane település Franciaországban, Haute-Garonne megyében. Lakosainak száma 2388 fő (2022. január 1.). Martres-Tolosane Terrebasse, Boussens, Le Fréchet, Marignac-Laspeyres, Mauran, Mondavezan, Palaminy, Roquefort-sur-Garonne és Sana községekkel határos.

## Népesség
A település népességének változása:
| Lakosok száma | 2024 | 1925 | 1929 | 2054 | 2247 | 2328 | 2383 | 2414 | 2407 | 2388 |
|               | 1968 | 1982 | 1990 | 2006 | 2013 | 2015 | 2017 | 2019 | 2020 | 2022 |